# Kwik-E-Mart: Znovuzrození
Kwik-E-Mart: Znovuzrození (v anglickém originále Much Apu About Something) je 12. díl 27. řady (celkem 586.) amerického animovaného seriálu Simpsonovi. Scénář napsal Michael Price a díl režíroval Bob Anderson. V USA měl premiéru dne 17. ledna 2016 na stanici Fox Broadcasting Company a v Česku byl poprvé vysílán 1. června 2016 na stanici Prima Cool.

## Děj
Ve Springfieldu se koná průvod k výročí založení města a spolu s ním je odhalena nová socha zakladatele Springfieldu Jebediáše Springfielda. Průvodu se účastní mimo jiné sbor dobrovolných hasičů ve svém hasičském autě a policisté a Ralph Wiggum v novém moderním policejním tanku. Diváci veškerou pozornost věnují pouze hasičům, kteří za jízdy stříkají vodou z hadic. To se nelíbí šerifu Wiggumovi a dobrovolný hasič Šáša Krusty se ho zeptá, jestli nepotřebují taky trochu zchladit hlavy. To zaslechne Bart Simpson, přiblíží se k hasičskému autu a policejní tank pokropí. To šerifa rozhořčí, tank otočí a zamíří na hasičské auto. Dobrovolný hasič Seymour Skinner začne hadicí chrlit pěnu, kvůli čemu se tank dostane do smyku. Tank se řítí přímo na Kwik-E-Mart, který se po nárazu zbořil. Prodavači Apu a jeho bratr Sanjay Nahasapímapetilonovi leží v nemocnici se zlomeninami. Sanjay se rozhodne, že v Kwik-E-Martu už dál pracovat nebude, a svůj podíl na obchodu prodá svému synovi Jamshedovi, který obchod zrekonstruuje. Za 6 měsíců, když se Apu zotaví, se jde podívat na nově zrekonstruovaný obchod. Místo svého malého obchůdku spatří dvoupatrovou budovu s nápisem Quick & fresh (v překladu Rychlé & čerstvé). Obchod vevnitř působí moderně a útulně, ale Apu zná své zákazníky a ví, že se jim nebude líbit. Jelikož vlastnil Sanjay 80 % obchodu a vše prodal Jamshedovi, může Apua propustit, a tak Apu raději nic neřekne. Jamshed se ale později rozhodne Apua propustit kvůli jeho stylu řeči. Vočka napadne, aby Homer přiměl Barta k nějaké rošťárně, která by mohla pomoct Apuovi získat zpět obchod. To se Homerovi zpočátku nelíbí, protože je rád, že se mu povedlo Barta napravit, ale později k této možnosti přistoupí. Bart využije toho, že v obchodě je vše ekologické a bez konzervantů. Vypojí tudíž na 30 sekund přívod elektrického proudu, čímž se všechno jídlo v obchodě zkazí. Kvůli následnému zapojení proudu obchod vzplane, a jelikož hasiči vyplýtvali všechnu vodu během průvodu, nic z obchodu nezbude. Apu později v troskách obchodu najde stírací los, na kterém vyhraje 1 milion dolarů, a peníze použije na výstavbu obchodu, jenž vypadá stejně jako původní Kwik-E-Mart. Zničehonic ale do obchodu opět narazí policejní tank, tentokrát ho řídí Ralph Wiggum.

## Kulturní odkazy
Některé stírací losy v Kwik-E-Martu mají motiv seriálu Teorie velkého třesku.

## Přijetí
Díl získal rating 1,8 a sledovalo ho 3,95 milionu diváků, což z něj udělalo nejsledovanější pořad večera na stanici Fox.
Dennis Perkins z The A.V. Clubu udělil epizodě hodnocení A−, když uvedl, že díl „o Apuově synovci Jamshedovi (nebo Jayovi, jak má raději), který proměnil Kwik-E-Mart v obchod se zdravou výživou, může odkazovat na oblíbenou epizodu o Apuově důstojnosti tváří v tvář za vlasy přitažené springfieldské xenofobii, ale stejně tak je referendem o samotné postavě Apua Nahasapímapetilona“.
Patrick D. Gaertner ze serveru Puzzled Pagan napsal: „Co se týče epizod s Apuem, tato nebyla nejlepší, ale nebyla ani jednou z nejhorších. Apu se mi jako postava líbí. Je samozřejmě dost problematický a opravdu se těším, až se podívám na ten nový dokument o něm The Problem With Apu, ale celkově je to postava, kterou mám docela rád. A myslím, že nápad, aby se Apu potýkal s myšlenkou, že lidé už nemají rádi mizerné samoobsluhy nebo je tolik nepoužívají, je dobrý. Jen se domnívám, že mít většinu epizody založenou na tom, že Apu bojuje se svým mileniálním synovcem, který nenávidí všechno, co představuje, je divná volba. Navíc mě štve, že když jsme Jamsheda viděli naposledy, byl ještě batole, a teď se z něj stane vysokoškolák, zatímco Maggie je ještě batole. (…) Je to slušná epizoda s Apuem, jen mi tak nějak připadá, že na ni rychle zapomenu, zejména proto, že se nakonec nikdo nic nedozví a v Apuově životě se nic nezměnilo.“.